# John Plumbe

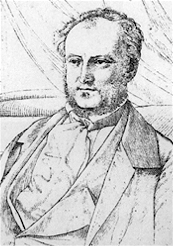
John Plumbe, autoportrét, 1846

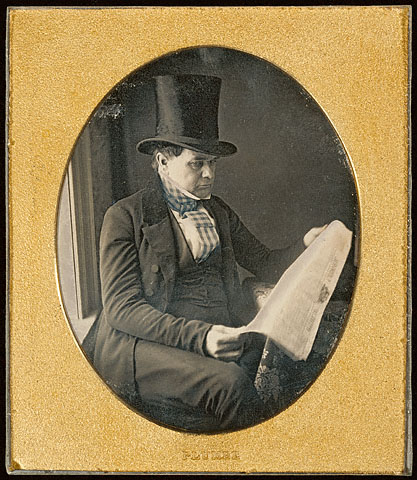
John Plumbe: Čtoucí muž, asi 1842

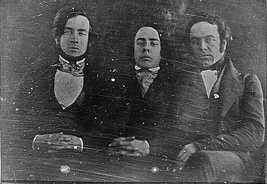
Rodina Childů, 1842

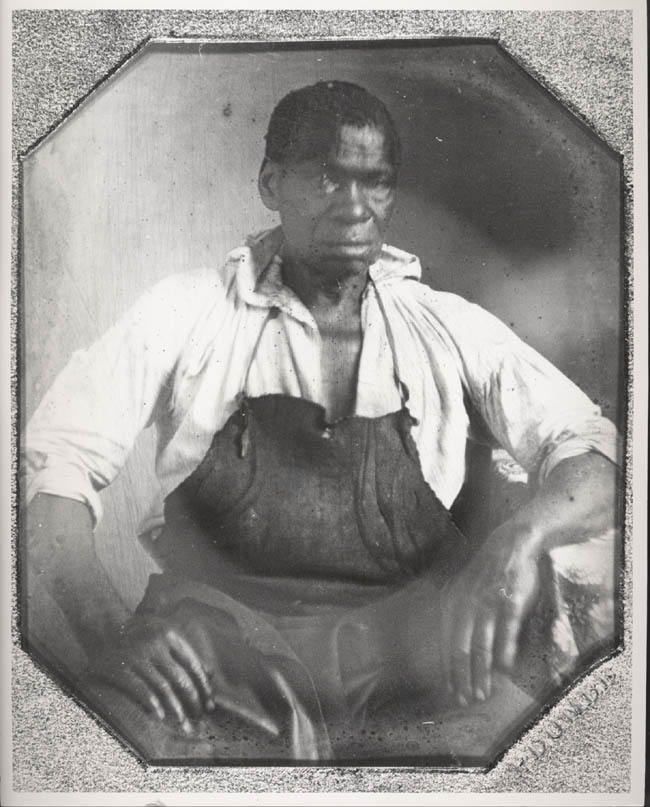
Isaac Jefferson, asi 1845

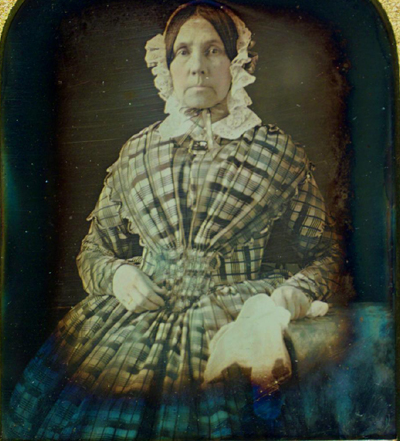
Admiral Irving Shubricková, asi 1845-1850

John Plumbe junior (13. července 1809 Castle Caereinion, Powys, Wales – 28. května, 1857, Dubuque, Iowa) byl americký fotograf, galerista, vydavatel a právník.

## Život a dílo
Narodil se 13. července 1809 v Castle Caereinion, Powys, Wales svému otci Johnu Plumbeovi a matce Frances Margarettě Athertonové. Rodina se odstěhovala do Philipsburgu , Pennsylvania, v roce 1821 a později do Dubuque, Iowa.

### Vize transkontinentální železnice
Svou profesní kariéru začal jako stavební inženýr. Vystudoval stavební inženýrství během své práce v roce 1829 prozkoumával lokality pro budoucí železniční tratě v jižní a východní části země. Asi v roce 1836 se přestěhoval do Wisconsinu, kde se stal advokátem transkontintentální železnice. Plumbe argumentoval, že transkontintentální železnice "uspíší vznik hustého osídlení v celém rozsahu, prodej veřejných pozemků, zvýšení zemědělské, obchodní a důlní aktivity... a umožní vládě přepravu vojáků a válečné munice."
Během svého života Plumbe pokračoval v prosazování železnice, posílal petice Kongresu a prezentoval své myšlenky v různých novinách a dalších publikacích.

### Daguerrotypické galerie, 1840-1847
Plumbe začal fotografovat v roce 1840 poté, co viděl práci putovního daguerrotypisty ve Washingtonu - pravděpodobně práce Johna G. Stevensona.
V krátké době založil řadu daguerrotypických ateliérů a galerií, všechny nesoucí jeho jméno. Návštěvníci galerie si mohli prohlédnout fotografická díla, obdržet školení, nebo zakoupit vlastní portrét. Snímky pořízené v Plumbeho ateliérech byly označovány jako Plumbe, i když samotnou práci zhotovil někdo jiný, včetně jeho bratra Richarda Plumbeho. Každý jeho podnik disponoval řadou operátorů, koloristů a řemeslníků. Mnoho významných daguerrotypistů absolvovalo odbornou přípravu a zdokonalovalo své dovednosti v Plumbeho salonech. Například: Richard Carr, Marsena Cannon, Charles E. Johnson, Jacob Shew, Myron Shew a William Shew. Další, kdo se naučili umění fotografie na Plumbeho pobočkách byli: Ezra Chase, Samuel Masury, C. S. Middlebrook a Gabriel Harrison.
Během 40. let měl ve Spojených státech frenčízové pobočky v:
- Arkansas—Plumbe's Daguerrian Gallery[8]
- Galena, Illinois[1]
- Dubuque, Iowa
- Kentucky:
  - Harrodsburg Springs, Kentucky[1]
  - Louisville, Kentucky[1]
- New Orleans, Louisiana[1]
- Portland, Maine[1]
- Maryland:
  - Baltimore, Maryland—Plumbe Daguerrian Gallery, North St.;[9] Plumbe National Daguerrian Gallery, Baltimore St.[10]
  - Frederick, Maryland[1]
- Massachusetts:
  - Boston, Mass. -- United States Photographic Institute (1841); Plumbe Daguerrian Gallery, Court St.;[9] Plumbe National Daguerrian Gallery, Hanover St.;[10] Plumbe's Daguerrean Rooms, Court Street (1849–1850); Plumbe's Daguerrian Gallery, Washington Street (1850–1851).[11]
  - Salem, Massachusetts[1]
- St. Louis, Missouri
- Exeter, New Hampshire[1]
- New York:
  - Albany, New York—Plumbe Daguerrian Gallery[9]
  - New York, New York—Plumbe Daguerrian Gallery, Broadway;[9] Plumbe National Daguerrian Gallery, Broadway[10]
  - Saratoga Springs, New York—Plumbe National Daguerrian Gallery, Broadway[10]
- Cincinnati, Ohio
- Pennsylvania:
  - Harrisburg, Pennsylvania[1]
  - Philadelphia, PA—Plumbe Daguerrian Gallery, Chestnut St.[12]; Plumbe National Daguerrian Gallery, Chestnut St.[10]
- Newport, Rhode Island—Plumbe Daguerrian Gallery, Thames St.[12]
- Virginia:
  - Alexandria, Virginia
  - Petersburg, Virginia[1]
- Washington, DC—Plumbe National Daguerrian Gallery, Pennsylvania Ave., Main St., Walnut St.[10]

V zahraničí otevřel pobočky ve městech:
- Liverpool, England—Plumbe National Daguerrian Gallery, Church St.[10]
- St. Catharines, Ontario, Canada[1]
- Paris, France—Plumbe National Daguerrian Gallery, Vieille Rue du Temple[10]

V letech 1847-1848 Plumbe svou část galerií, které založil, prodal. V roce 1847 prodal svou newyorskou galerii Williamu H. Butlerovi, tamnímu vedoucímu, a také další galerie brzy změnily svého majitele, ale obchodní jméno Plumbe's Daguerrean Gallery se udrželo až do konce roku 1850 ve Washingtonu (majitel Blanchard P. Paige) a do roku 1852 v Bostonu (majitel John P. Nichols).

### Výstavy
Vybrané výstavy:
- Massachusetts Charitable Mechanic Association, Quincy Hall, Boston, 1844. Vystavoval 35 daguerrotypií v rámečcích a získal stříbrnou medaili.[15]
- Fair of the American Institute, NY (1845)[16]

### Publikace
V roce 1846 založil tiskárnu a nakladatelství National Publishing Company, které vydávalo týdeník Popular Magazine (editor Augustine J. H. Duganne) a další díla.

### Kalifornie a Iowa, 1849-1857
Plumbe žil v Kalifornii od roku 1849 do 1854.
V roce 1854 se vrátil do Dubuque, Iowa. Přibližně v letech 1855-1857 mohl pracovat pro fotografa Mathewa Bradyho. Zemřel v Iowě v roce 1857 ve svých 48. letech.

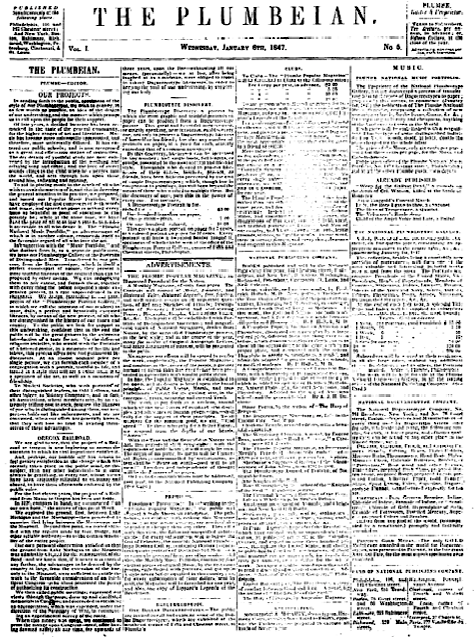
Magazín The Plumbeian, 1847

### Publikace
Publikace J. Plumba:
- Sketches of Iowa and Wisconsin : embodying the experience of a residence of three years in those territories. St. Louis : Chambers, Harris & Knapp, 1839.
- Instructions for ... Plumbe's patent improved Daguerreotype apparatus. Boston. 1841.
- Popular Magazine. National Publishing Co., 1846-1847.
- The National Plumbeotype Gallery, ca 1846-1847.
- Plumbe's Project of a Railroad to the Pacific. The Emancipator (Boston). 09-01-1847.
- The Plumbeian. 1847.
- A faithful translation of the papers respecting the grant made by Governor Alvarado to Mr. J.A. Sutter. Sacramento, CA: 1850.
- Plumbe's Memorial Pacific Railroad. 1850.
- Memorial Against Mr. Asa Whitney's Railroad Scheme. 1851.

### Publikace o Plumbovi
- Robert Taft. John Plumbe, America's First Nationally Known Photographer. American Photography 30. January 1936.
- Beaumont Newhall. "Boston Pioneers." The daguerreotype in America, 3rd ed. 1976.
- Alan Fern, "John Plumbe and the 'Plumbeotype,'" Philadelphia Printmaking. American Prints Before 1860, Robert F. Looney, ed. (West Chester, Penn.: Tinicum Press, 1976).
- Library Company of Philadelphia. Annual Report. 1992.
- Clifford Krainik. National Vision, Local Enterprise: John Plumbe, Jr., and the Advent of Photography in Washington DC. Washington History, v.9, no.2, Fall/Winter 1997/1998.
- John Plumbe. Artists in Ohio, 1787-1900: a biographical dictionary, 3rd ed. Kent State University Press, 2000.
- Peter E. Palmquist, Thomas R. Kailbourn, eds. "John Plumbe, Jr." Pioneer photographers of the far west: a biographical dictionary, 1840-1865. Stanford University Press, 2000.

## Galerie

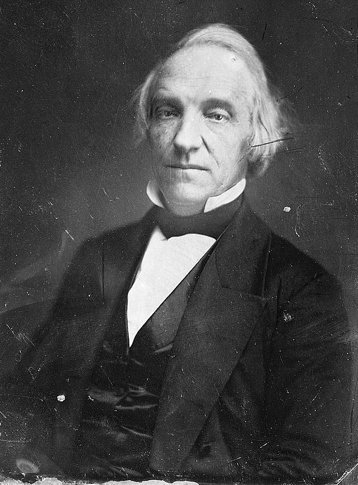
Daniel Dickinson, 1840-1850
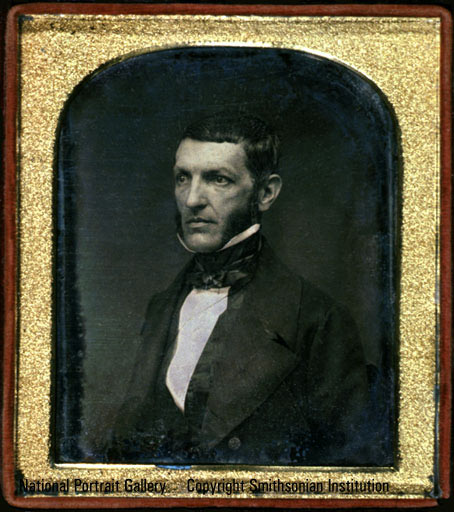
George Bancroft, asi 1844
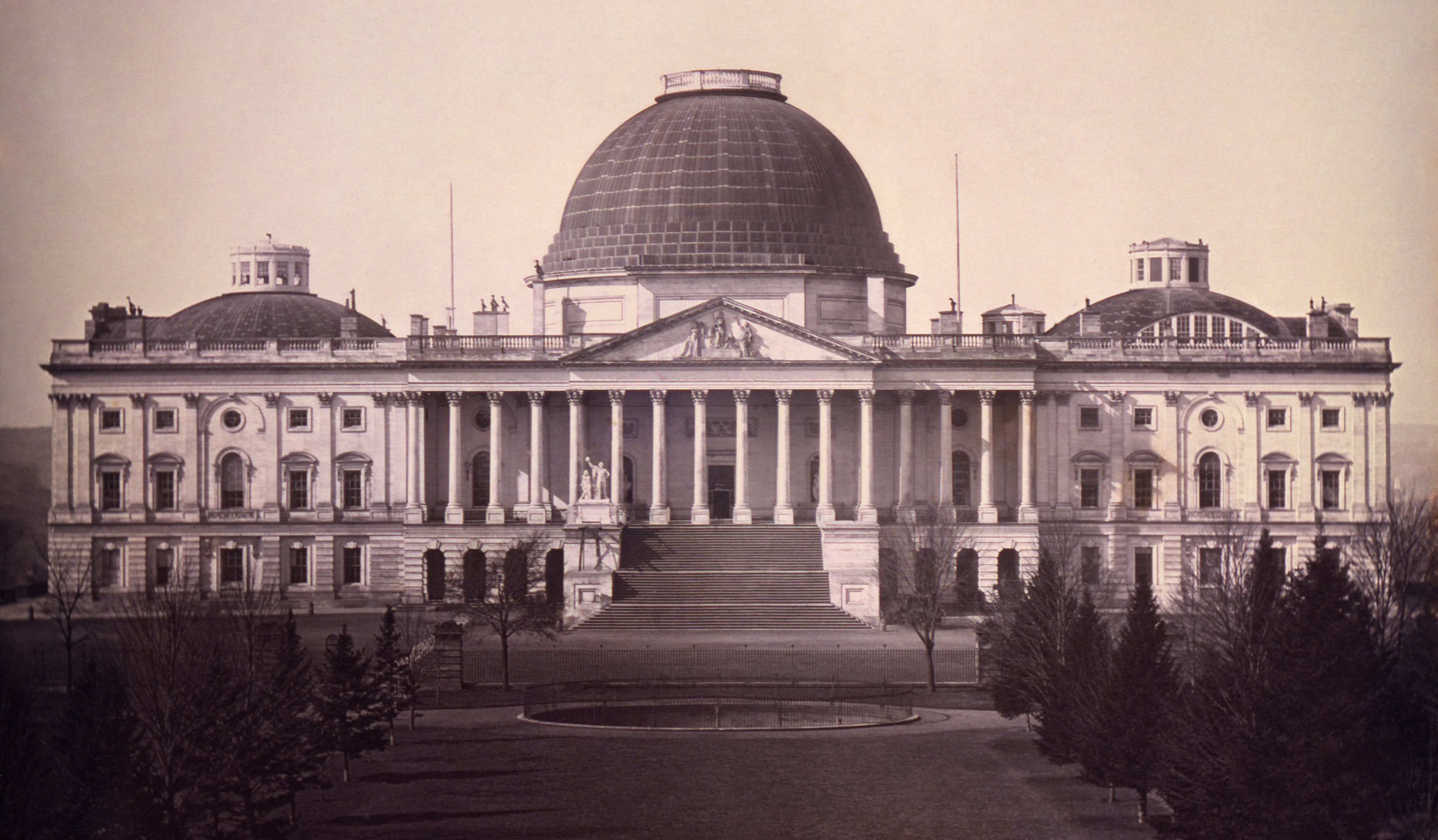
Kapitol Spojených států amerických, 1846
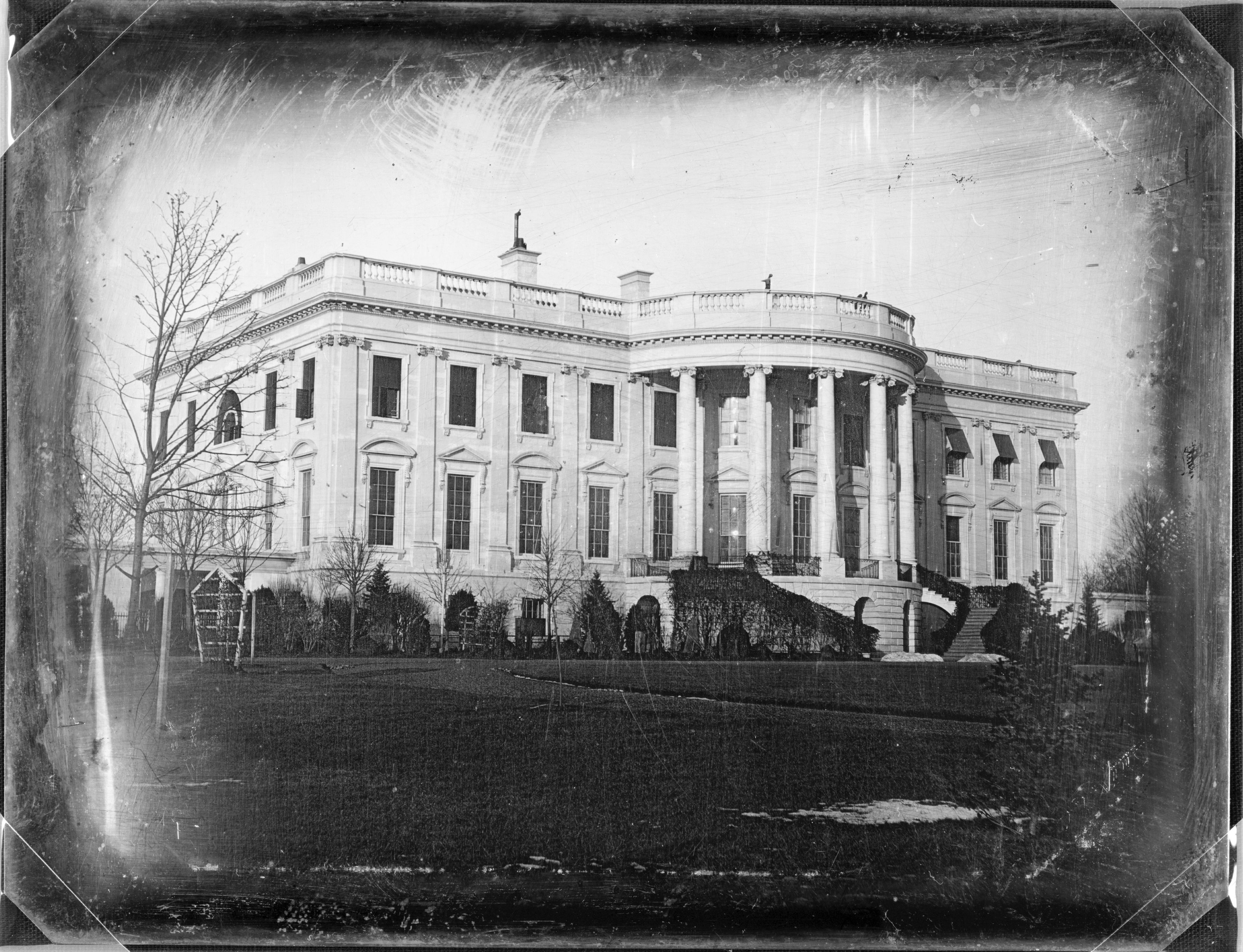
Bílý dům, 1846
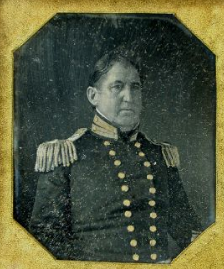
Plukovník James Bankhead, americké dělostřelectvo, asi 1846
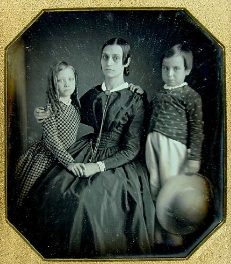
Žena s dětmi
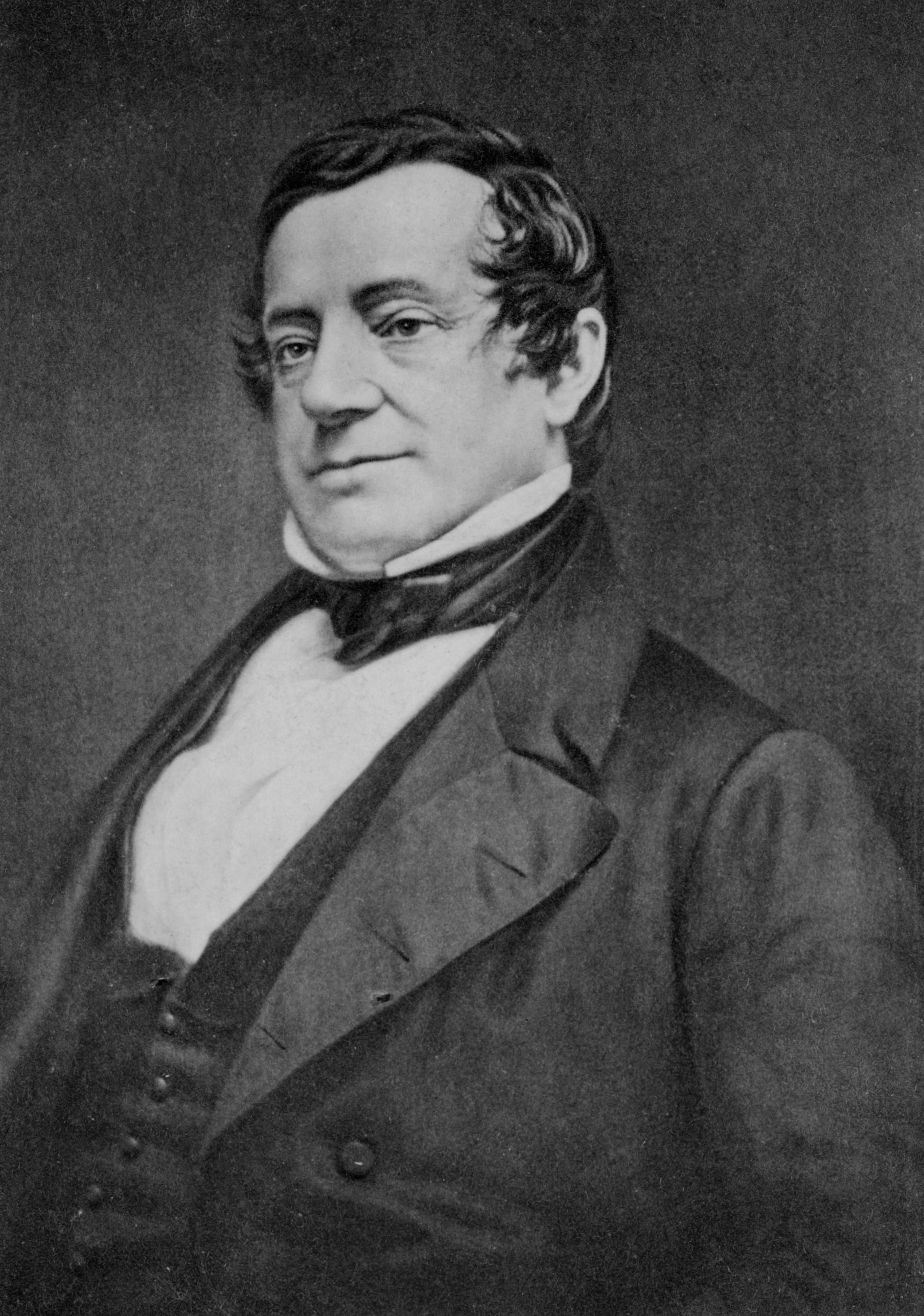
Washington Irving, kopii originální Plumbeho daguerrotypie pořídil Mathew Brady
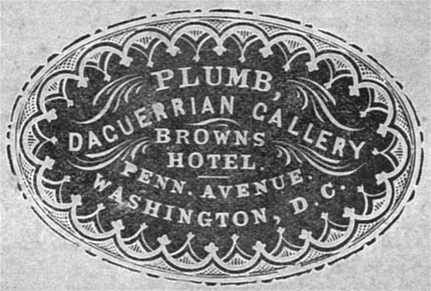
Plumbova Daguerrian Gallery, Brown's Hotel, Pennsylvania Ave, Washington DC